# アジサイ
アジサイ（紫陽花、学名: Hydrangea macrophylla）は、アジサイ科アジサイ属の落葉低木の一種である。広義には「アジサイ」の名はアジサイ属植物の一部の総称でもある。狭義には品種の一つ H. macrophylla f. macrophylla の和名であり、他との区別のためこれがホンアジサイと呼ばれることもある。原種は日本に自生するガクアジサイである。

## 概要

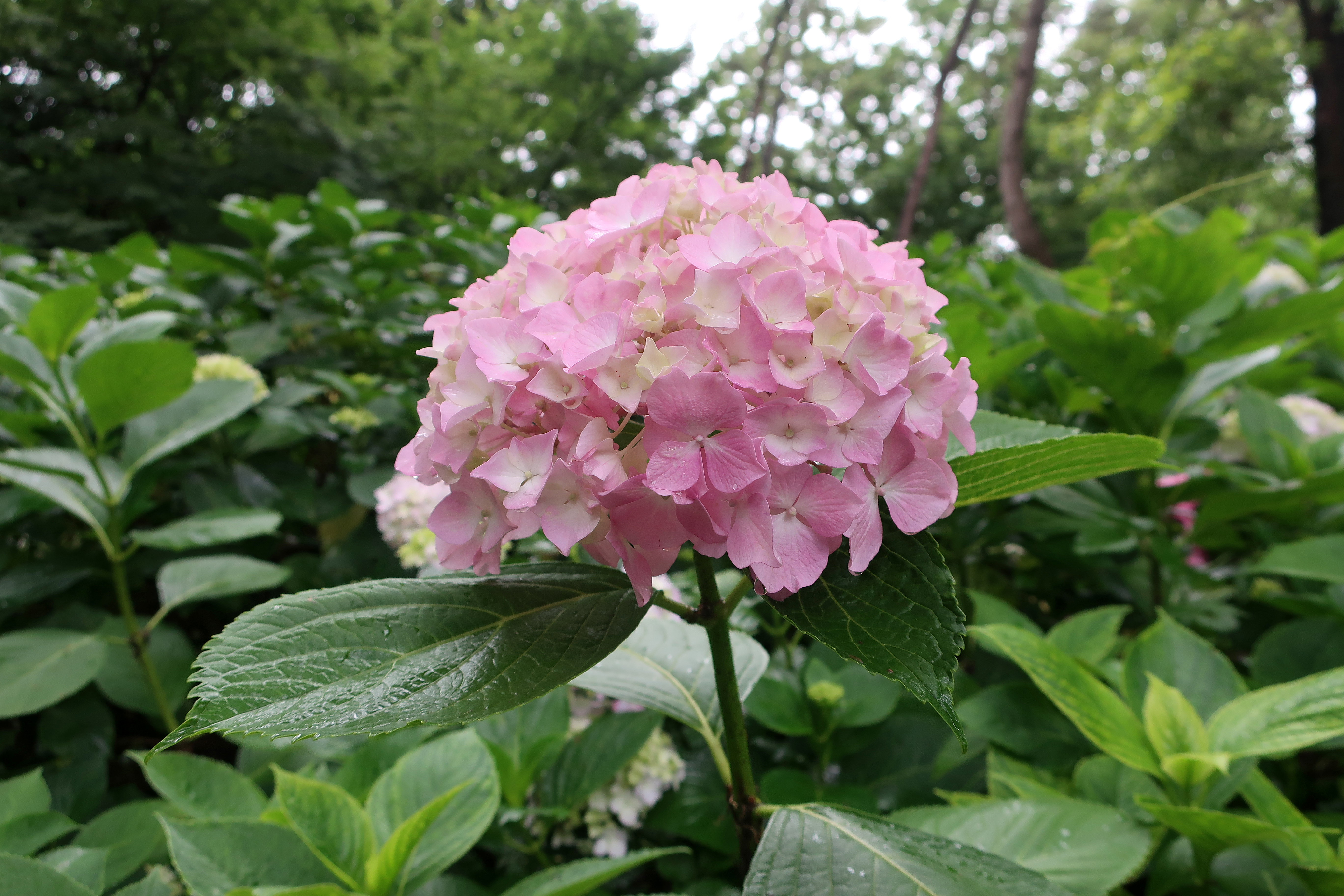
ピンク色の花

狭義のアジサイ（ホンアジサイ）は、日本で原種ガクアジサイから改良した園芸品種で、ガクアジサイに近い落葉低木。6月から7月にかけて開花し、白、青、紫または赤色の萼（）が大きく発達した装飾花をもつ。ガクアジサイではこれが花序の周辺部を縁取るように並び、園芸では「額咲き」と呼ばれる。ガクアジサイから変化し、花序が球形ですべて装飾花となったアジサイは、「手まり咲き」と呼ばれる。
栽培は、梅雨期に主に挿し木によって繁殖させている。日本、ヨーロッパ、アメリカなどで観賞用に広く栽培され、多くの品種が作り出されている。原産地は日本で、ヨーロッパで品種改良されたものはセイヨウアジサイと呼ばれる。変種のアマチャは稀に山地に自生するが、多くは寺院などで栽培されている。また、漢方で用いないが、民間では薬用植物として利用できる。
後述の通り本種は有毒植物であるため、園芸や切り花として利用する際には取り扱いに注意が必要である。ただし、口に入れなければ毒の効果はない。食べてしまうと吐き気、めまい、顔面紅潮などの症状が出る。

## 分布と生育環境
アジサイに関して、キュー植物園系のデータベース Plants of the World Online（POWO）は#分類で後述する原種や変種も含め Hydrangea macrophylla として日本と火山列島に自生し、その他世界の様々な国や地域に持ち込まれているとしている。なお、POWO が利用している地域区分は分類学データベース専門調査委員会（英: Taxonomic Databases Working Group; 略称: TDWG）によるものであり、そのために2001年に提供された4段階による区分法では1段階目のアジア-温帯（Asia-Temperate）、2段階目のアジア東部（Eastern Asia）までは共通しているものの、3段階目で日本（Japan）と火山列島（Kazan-retto）という別々の区分に分けられている。
アジサイ（ホンアジサイ）は、庭や公園などに植えられる植物で、ガクアジサイは庭や公園にも植えられるほかに、海に近い林にも自生し、本州の房総半島・伊豆半島・伊豆諸島の沿岸地に分布する。

## 名称
アジサイの語源ははっきりしないが、最古の和歌集『万葉集』では「味狭藍」「安治佐為」（あぢさゐ）、平安時代の辞典『和名類聚抄』では「阿豆佐為」の字をあてて書かれている。もっとも有力とされているのは、「藍色が集まったもの」を意味する「集真藍（あづさあい／あづさい）」がなまったものとする説である。そのほか、「味」は評価を、「狭藍」は花の色を示すという谷川士清の説、「集まって咲くもの」とする山本章夫の説（『万葉古今動植物正名』）、「厚咲き」が転じたものであるという貝原益軒の説がある。
花の色がよく変わることから、別名で「七変化（しちへんげ）」「八仙花（はっせんか）」とも呼ばれる。また、「四葩（よひら）」は俳句で好まれる別名で、葩は「花びら」を表す言葉である。
ガクアジサイの語源は、装飾花が周囲を額縁のように飾ることから、「額アジサイ」の意味で名づけられている。
日本語で漢字表記に用いられる「紫陽花」は、唐の詩人白居易が別の花、おそらくライラックに付けた名で、平安時代の学者源順がこの漢字をあてたことから誤って広まったといわれている。草冠の下に「便」を置いた字が『新撰字鏡』にはみられ、「安知佐井」のほか「止毛久佐」の字があてられている。アジサイ研究家の山本武臣は、アジサイの葉が便所で使われる地域のあることから、止毛久佐は普通トモクサと読むが、シモクサとも読むことができると指摘している。また『言塵集』にはアジサイの別名として「またぶりぐさ」が挙げられている。
学名の属名 Hydrangea（ハイドランジア）は、「水」の意味である。シーボルトはアジサイ属の新種に自分の妻「おタキさん」の名をとって Hydrangea otaksa と命名し、物議をかもした。これは Hydrangea macrophylla と同種であった。

## 特徴

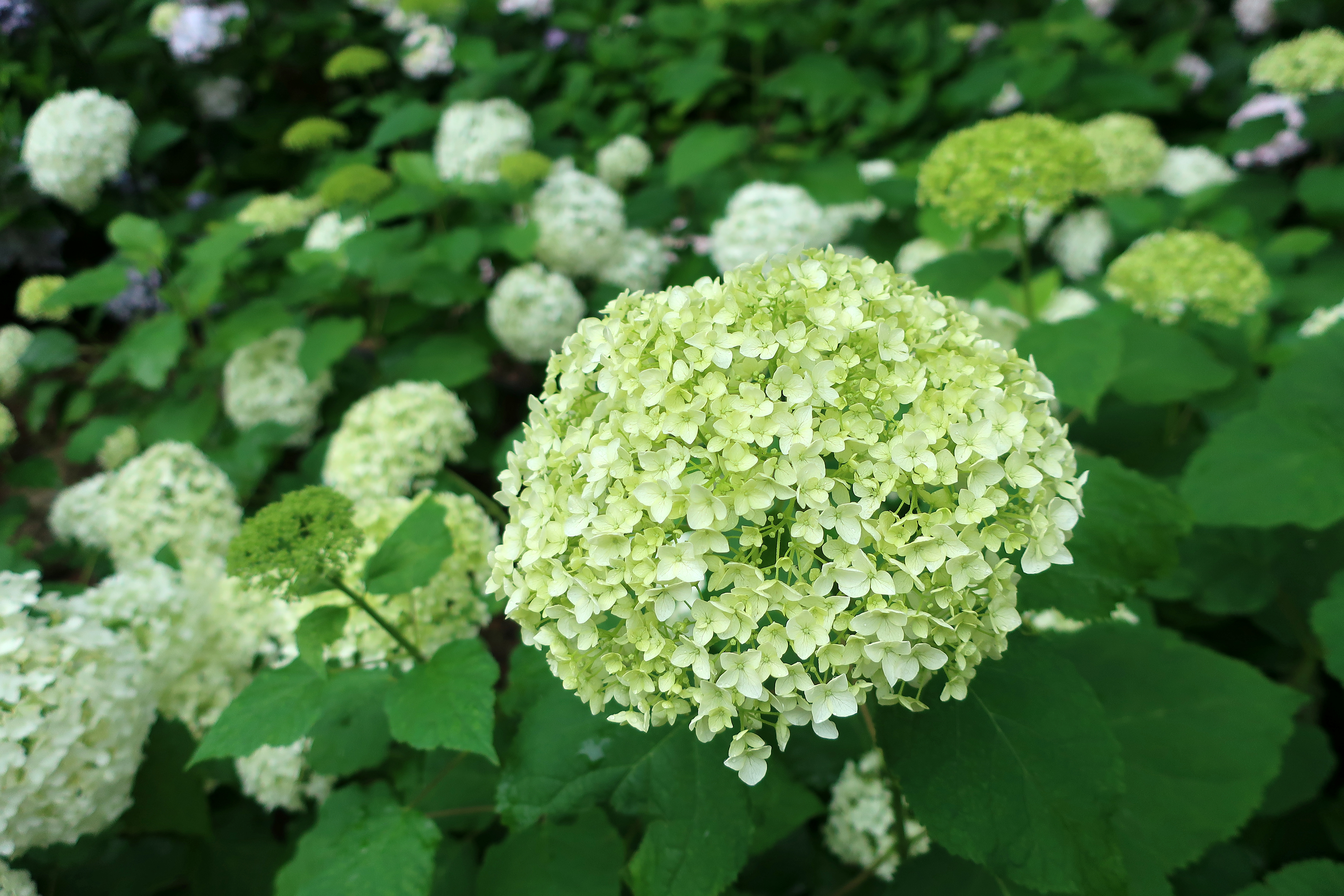
薄緑色の花

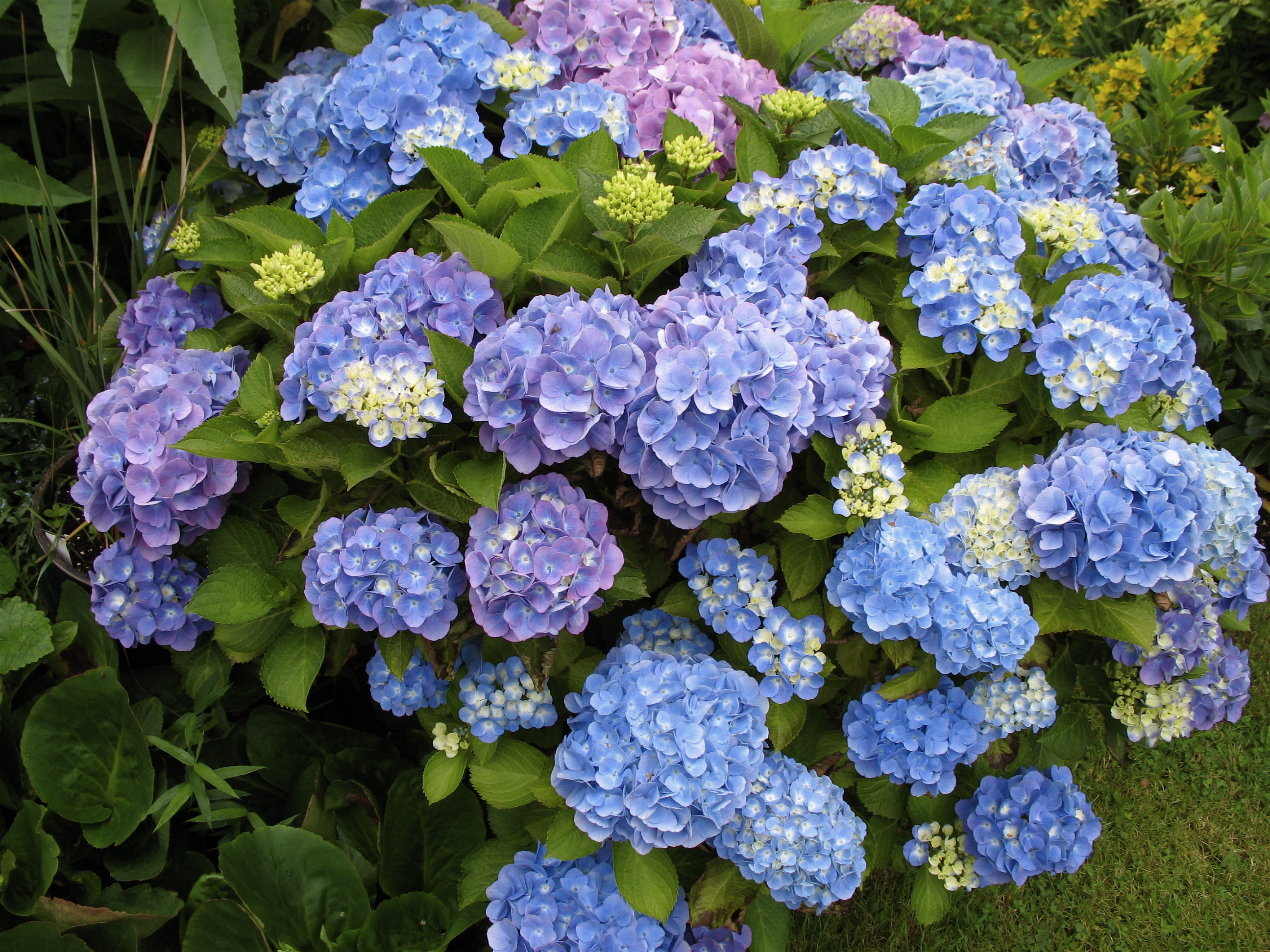
青色と紫色の花

落葉広葉樹の低木で、樹高は1 – 2メートル。樹皮は淡黄褐色で縦に筋があり、薄く剥がれる。枝は灰褐色から淡黄褐色で、なめらか。葉は対生し、葉身は厚く光沢があり、淡緑色で葉脈のはっきりした卵形で、周囲は鋸歯状。夏を過ぎると、黄白色や黄色に黄葉する。
花期は6 - 7月。花序は大型で、若い枝の先端に紫（赤紫から青紫）の花を咲かせる。一般に花といわれている部分は装飾花で、大部分が中性花からなり、4枚の萼片が大きく変化したもので、花弁状で目立つ。中央にある両性花は極小で目立たず、退化した雄蕊10本と雌蕊3 - 4本がある。数え方は「◯朶（だ）」という。母種のガクアジサイでは、花序の頂部がたいらで両性花が多数あり、密集した両性花の周囲だけに装飾花（中性花）がみられるが、アジサイ（ホンアジサイ）やセイヨウアジサイではほとんどが装飾花となっている。また、装飾花の欠如した変種も知られている（ガクアジサイ「三河千鳥」など）。ホンアジサイは装飾花がついた花序が、しばしば冬でも枯れた姿で枝に残っている。
果期は7 - 12月で、ほとんど結実しないが、ガクアジサイなどは両性花に蒴果をつける。ガクアジサイは、装飾花だけが落ちて、果穂に果実だけがついて冬でも枯れ残っていて、種子が残っている場合もある。
冬芽は対生し、頂芽は長卵形の裸芽で大きく、暗紅紫色で無毛、幼葉は2枚向き合う。側芽は小さく、2 - 4枚の薄い芽鱗に包まれる。葉痕はアジサイが浅いV字形や心形で、ガクアジサイでは倒松形や腎形で、維管束痕が3個つく。アジサイとガクアジサイの冬芽や樹皮は、互いによく似ている。

### 花の色
花（萼）の色はアントシアニンという色素によるもので、アジサイにはその一種のデルフィニジンが含まれている。これに補助色素（助色素）とアルミニウムのイオンが加わると、青色の花となる。従来は理論の域に留まっていたが、今般、実際にアジサイの花で直接確認された。
アジサイは土壌のpH（酸性度）によって花の色が変わり、一般に「酸性ならば青、アルカリ性ならば赤」になると言われている。これは、アルミニウムが根から吸収されやすいイオンの形になるかどうかに、pHが影響するためである。すなわち、土壌が酸性だとアルミニウムがイオンとなって土中に溶け出し、アジサイに吸収されて花のアントシアニンと結合し青色を呈する。逆に土壌が中性やアルカリ性であればアルミニウムは溶け出さずアジサイに吸収されないため、花は赤色となる。したがって、花を青色にしたい場合は、酸性の肥料や、アルミニウムを含むミョウバンを与えればよい。同じ株でも部分によって花の色が違うのは、根から送られてくるアルミニウムの量に差があるためである。花色は花（萼）1グラムあたりに含まれるアルミニウムの量がおよそ40マイクログラム以上の場合に青色になると見積もられている。ただし品種によっては遺伝的な要素で花が青色にならないものもある。これは補助色素が原因であり、もともとその量が少ない品種や、効果を阻害する成分を持つ品種は、アルミニウムを吸収しても青色にはなりにくい。
土壌の肥料の要素によっても変わり、窒素が多く、カリウムが少ないと紅色が強くなる。
また、花色は開花から日を経るに従って徐々に変化する。最初は花に含まれる葉緑素のため薄い黄緑色を帯びており、それが分解されていくとともにアントシアニンや補助色素が生合成され、赤や青に色づいていく。さらに日が経つと有機酸が蓄積されてゆくため、青色の花も赤味を帯びるようになる。これは花の老化によるものであり、土壌の変化とは関係なく起こる。
他に花が緑色の品種（ヤマアジサイ「土佐緑風」など）も知られており、観賞用として緑の花が販売されることもある。しかし日本ではファイトプラズマ感染による「アジサイ葉化病」にかかったものも稀にみられる。この病気の治療法は知られておらず、感染拡大を避けるため発病株は処分したほうがよいとされる。

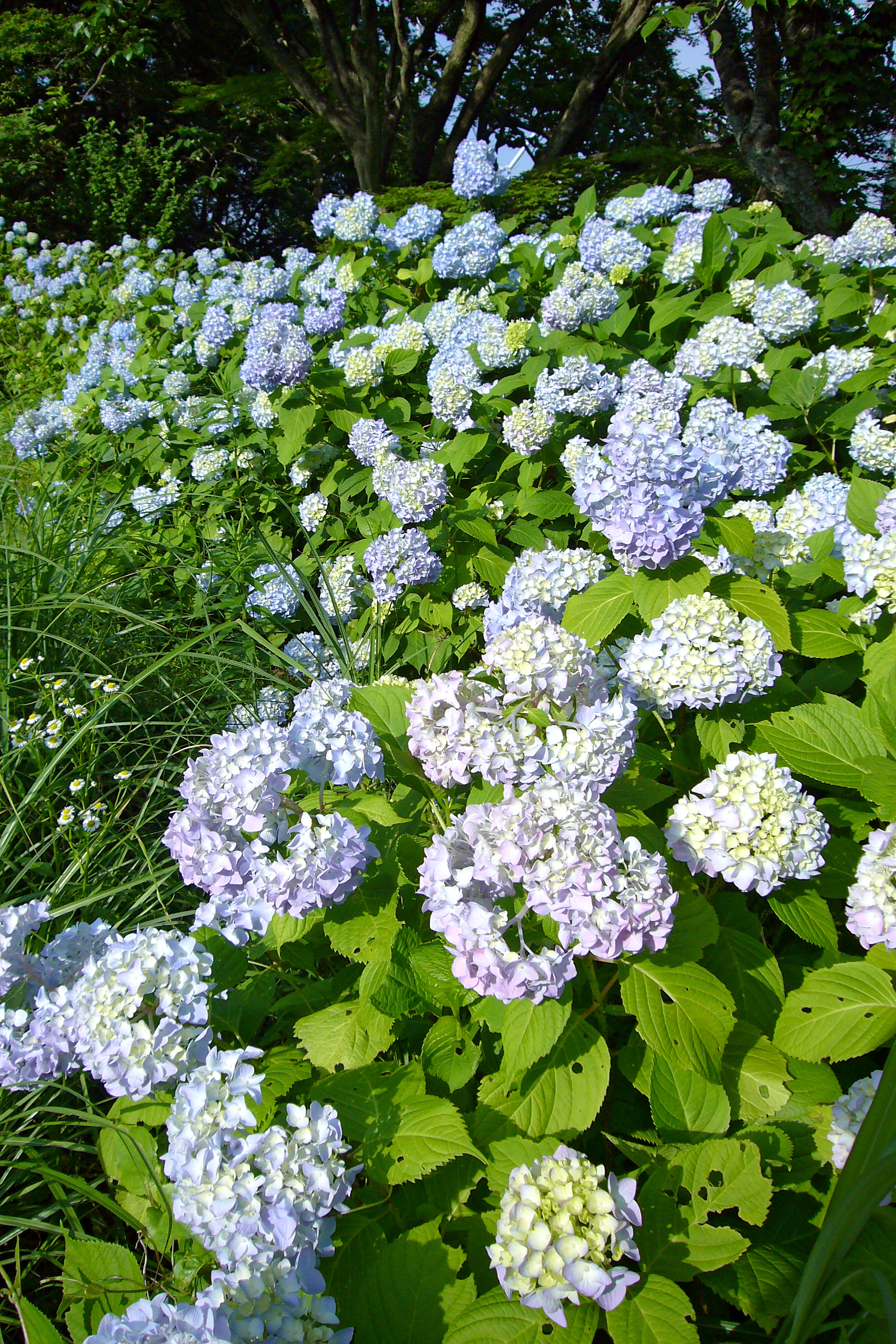
自生のアジサイ（表六甲ドライブウェイ）
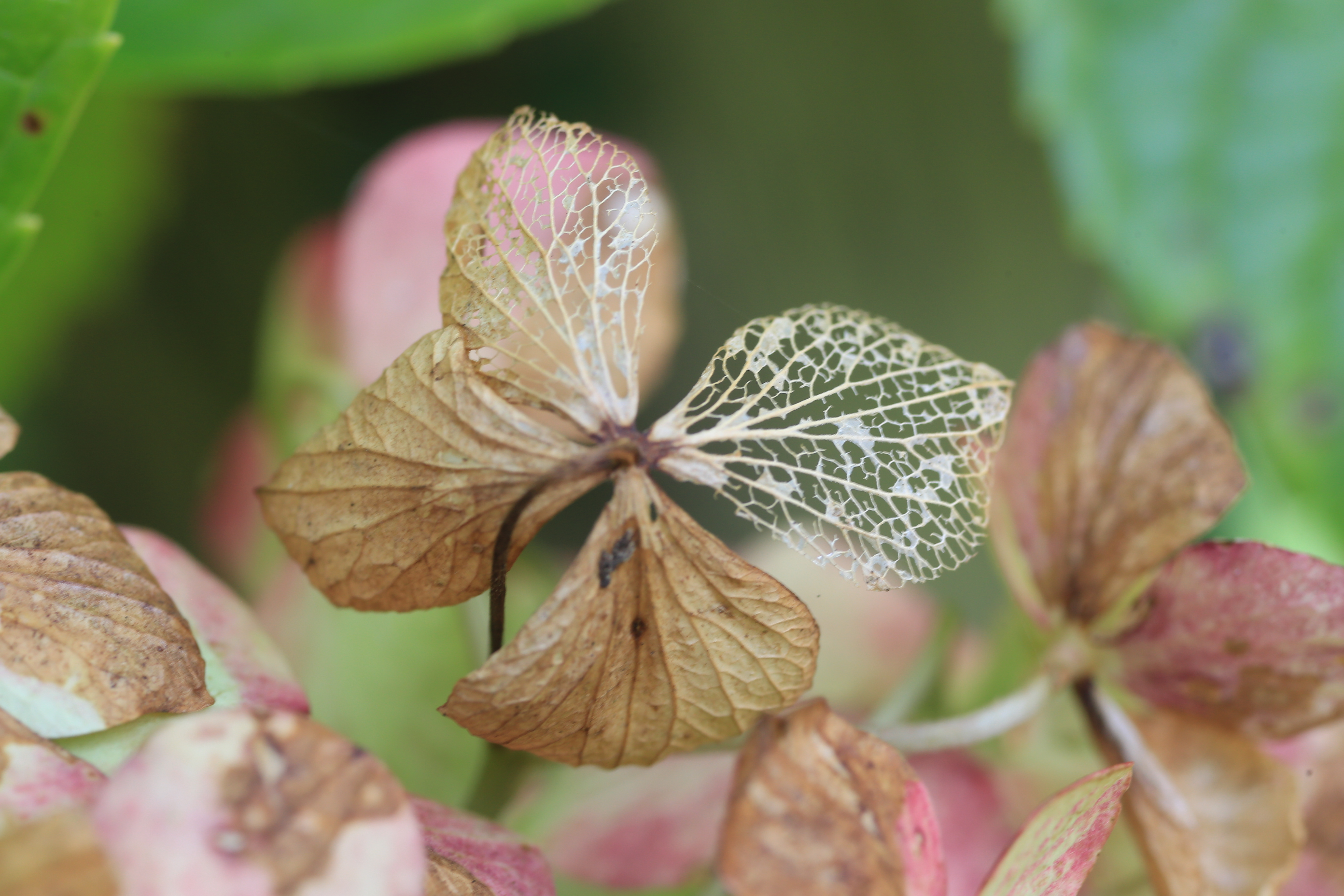
葉脈を残して枯れ落ちた状態（上総大久保駅）

## 分類

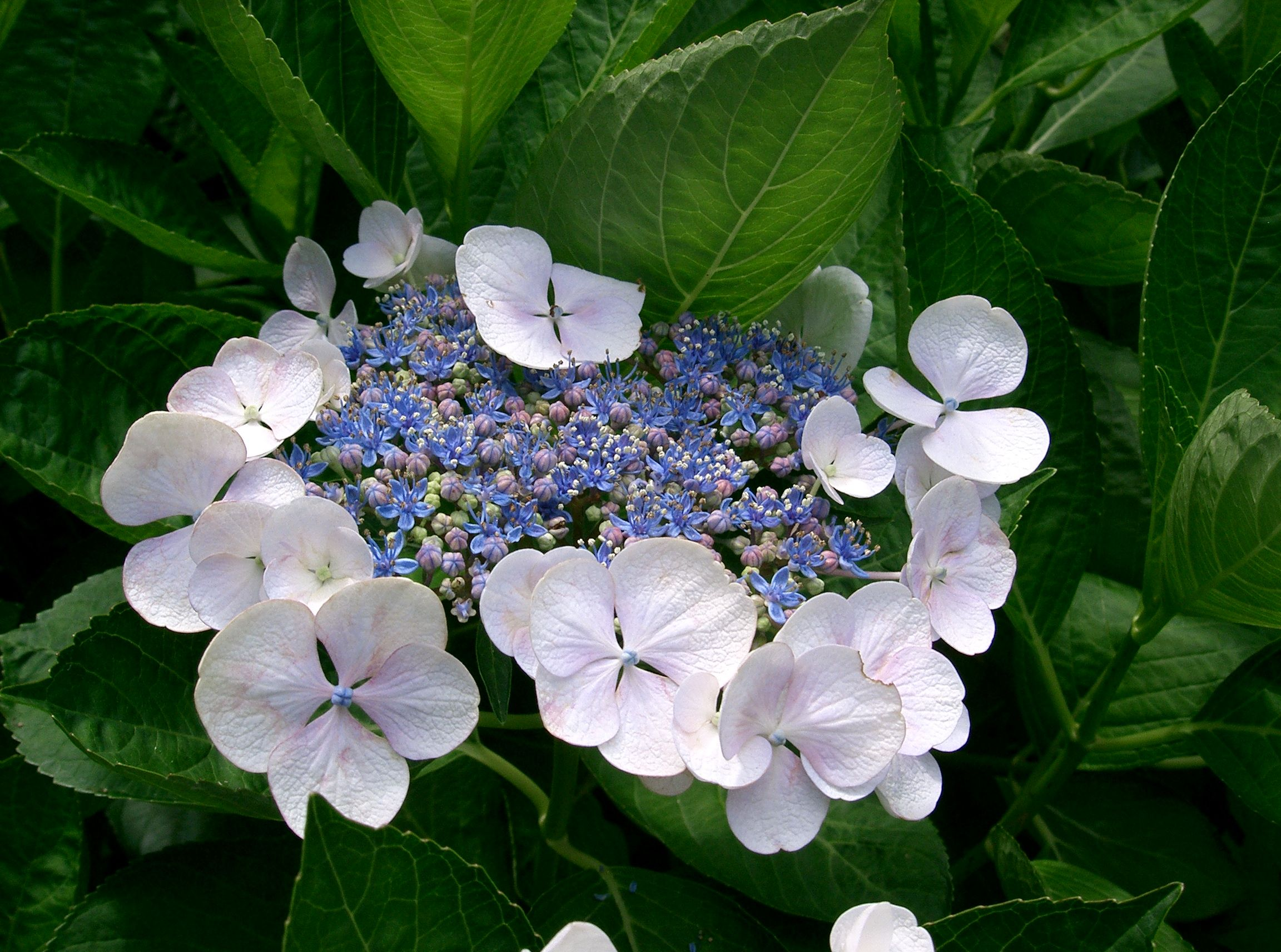
ガクアジサイ

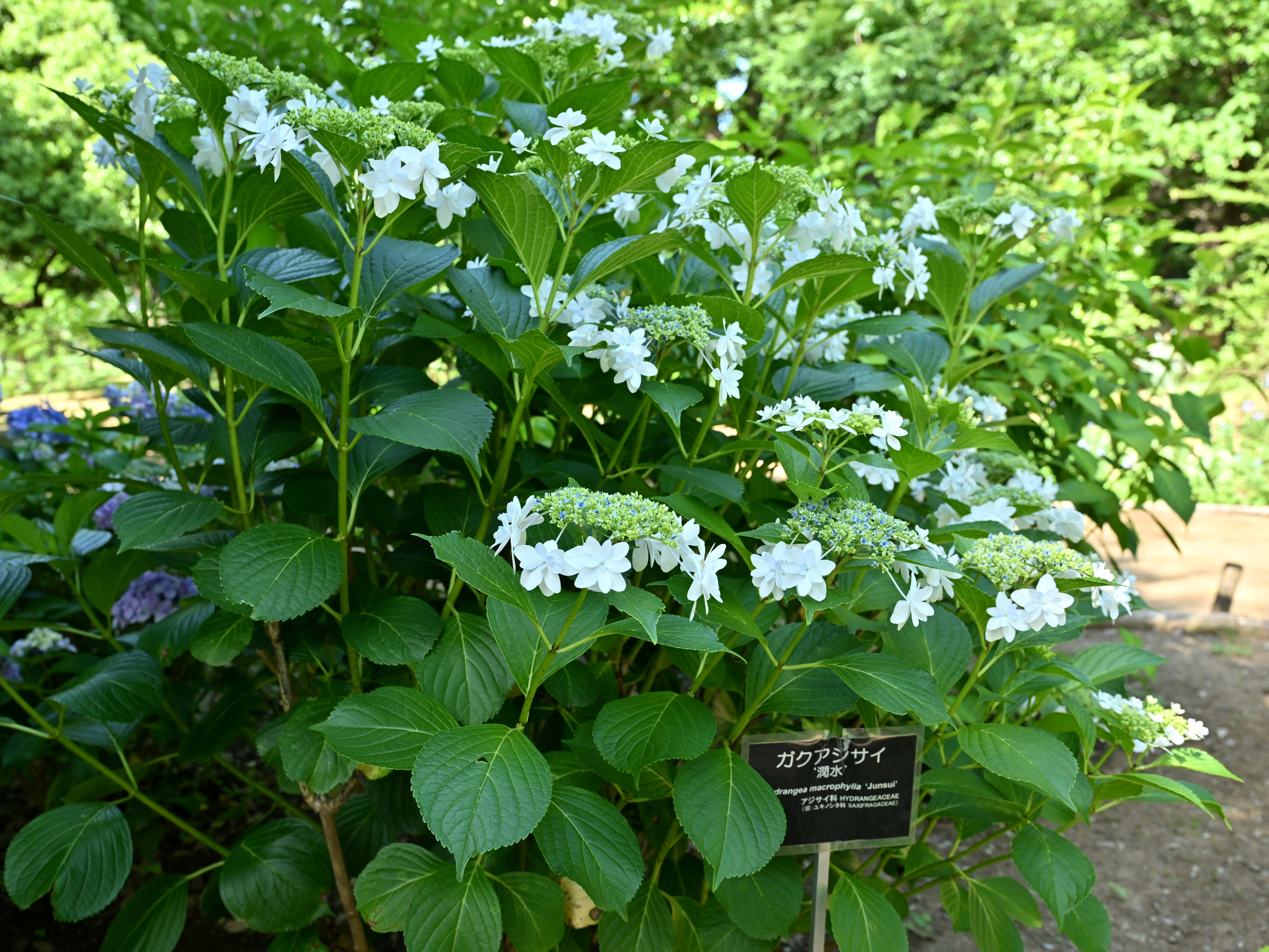
ガクアジサイ ‘潤水’（栽培種）

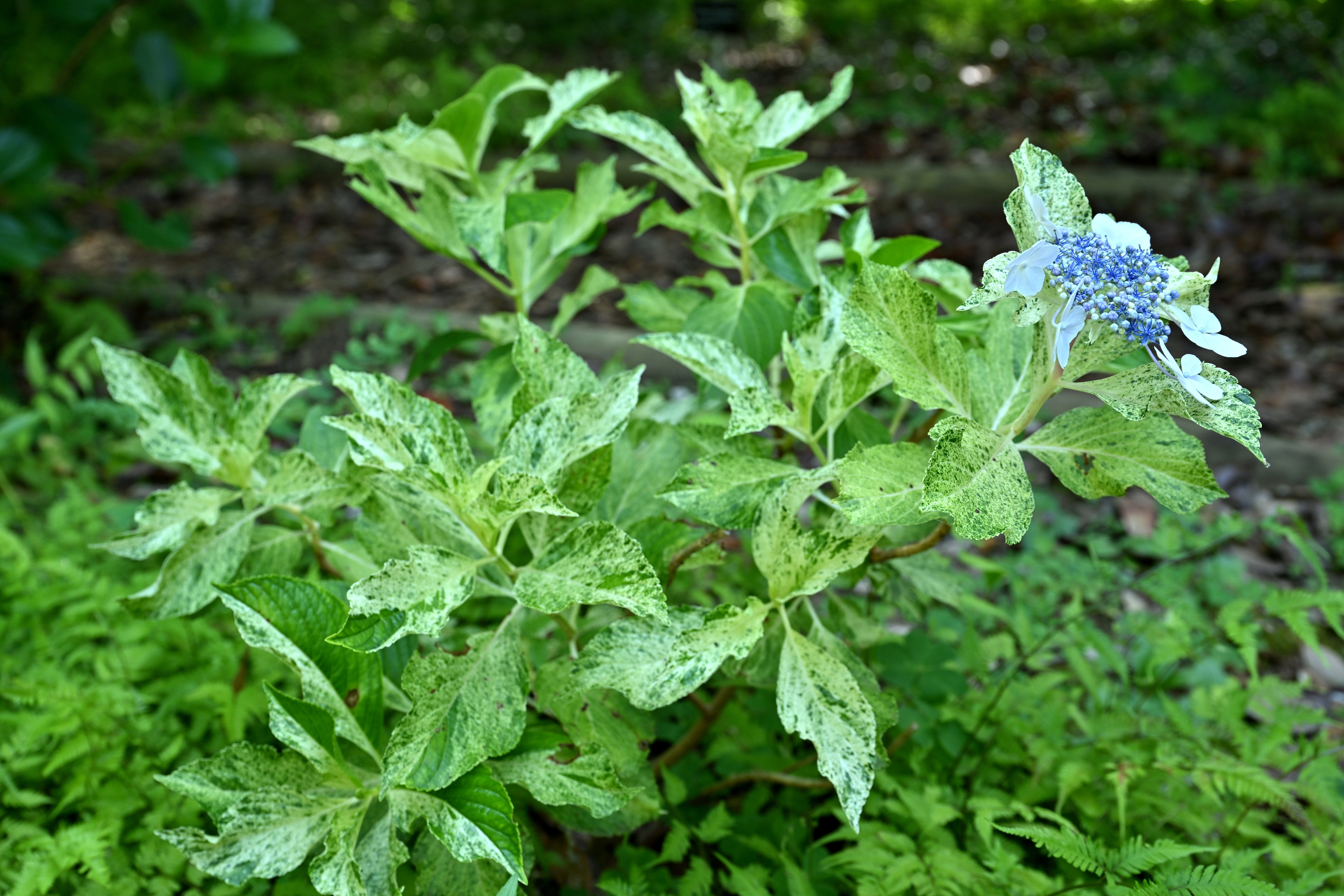
ガクアジサイ ‘初霜’ （栽培種）

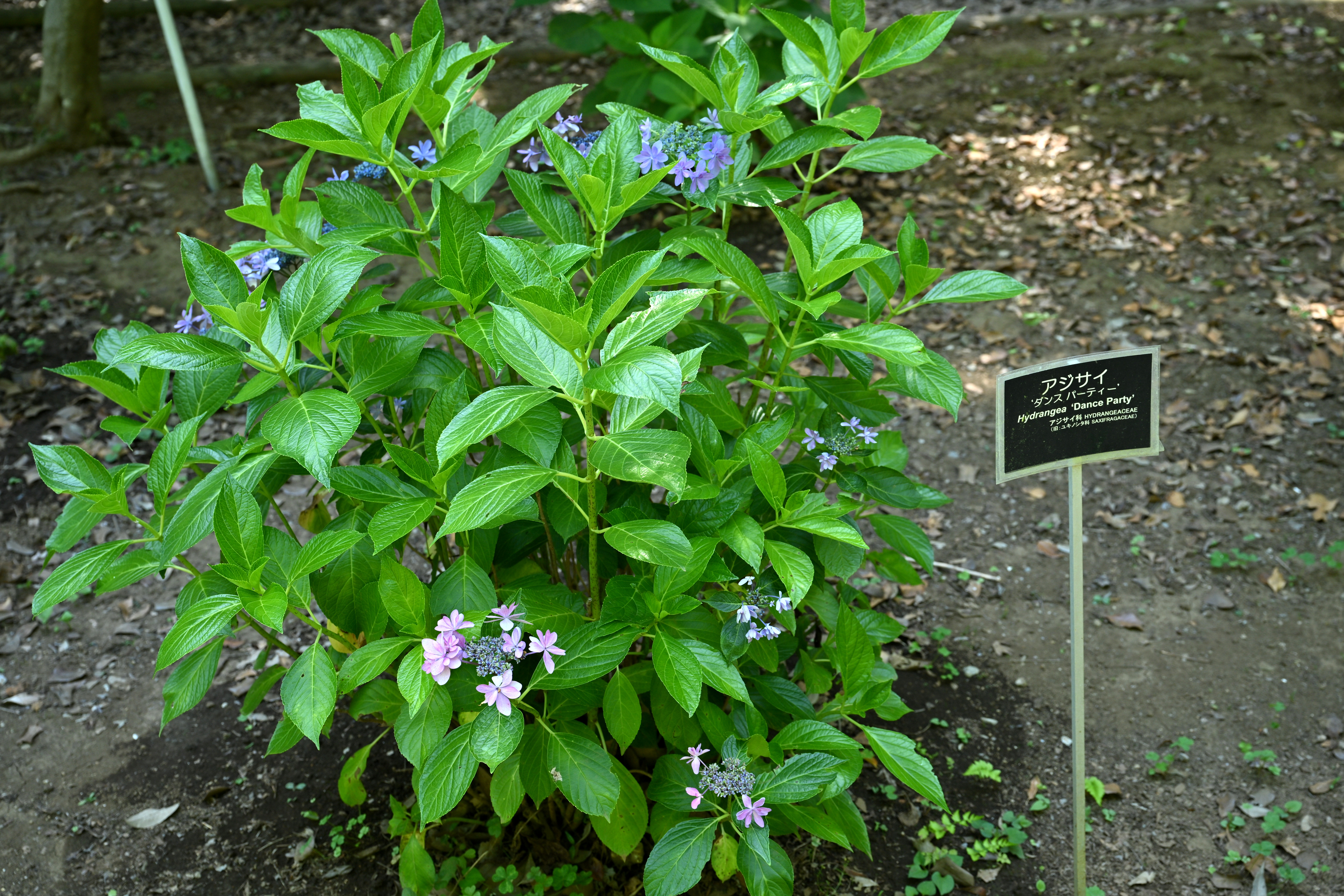
アジサイ ‘ダンス パーティー’ （栽培種）

この種は、装飾花の分布から、ガクアジサイと、狭義のアジサイ（ホンアジサイ）に分かれる。またこれらとは別に、ヤマアジサイ Hydrangea serrata やハイドランゲア・スティロサ Hydrangea stylosa を同種とする説もある。茎（軸）が黒くなる黒軸アジサイがある。
分子系統では、栽培種にヤマアジサイに近縁なものとH. stylosaに近縁なものとがあり、交配による多系統かもしれない。
ガクアジサイ（額紫陽花）
原種 H. macrophylla f.  normalis
房総半島、三浦半島、伊豆半島、伊豆諸島、和歌山県神島、四国足摺岬、南硫黄島、北硫黄島で海岸に自生する（足摺岬のものは人為的植栽起源）。このため、ハマアジサイとも呼ばれる。半常緑の低木で、高さは2 m程度だが、4 mに達することもある。庭木や公園樹としても植えられる。
花序は多数の両性花を中心として、装飾花が周りを縁取る。名称の「ガク」はこのさまを額縁になぞらえたものである。花序は直径12 - 18 cm、装飾花は直径3 - 6 cmで色は白色・青色・淡青緑色・または淡赤紫色、両性花は濃紫色である。まれに白色などもある。葉は広卵形で鋸歯がある。また葉は厚く、大きく（長さ10 - 18 cm）、種小名 macro （大きい） phyllus （葉）の由来となっている。葉の表面は濃緑色で光沢がある。外側の装飾花は実を結ばないが、中央部の多数の両性花は卵形の蒴果をつける、冬でも枯れた花序に果実だけが残っていて、装飾花は落ちている。冬芽は対生し、頂芽は裸芽で長卵形、測芽は小さく芽鱗2枚に包まれる。葉痕は倒松形や腎形で維管束痕が3個つく。
栽培品種に ‘花火’、‘城ヶ崎’ などがある。
アジサイ（紫陽花、別名：ホンアジサイ）
変種 H. macrophylla var. macrophylla
日本原産のガクアジサイの園芸品種で、暖地に生えるガクアジサイが改良されてすべてが装飾花になったもの。しかし、自生しているという説もあり、起源ははっきりしない。他のアジサイとの区別のためホンアジサイとも呼ばれる。欧米でも好まれ、品種改良が盛んで、ハイドランジアの名で流通している。庭や公園に植えられる落葉低木で株立ちする。樹皮は淡黄褐色で縦に薄く剥がれる。枝は淡黄褐色で滑らかである。
花序はほとんど装飾花のみからなり、種子ができるのはまれであるため、挿し木や株分けで増やす。花序の大きさは20 - 25 cm程度である。古く日本から中国へ伝わったものが、18世紀にさらにヨーロッパへと持ち込まれ、多くの園芸品種が作られた。日本では輸入したものがセイヨウアジサイとも呼ばれる。かつて、シーボルトはこの品種を H. otaksa と命名したが、学名としては現在では使われていない。otaksaはシーボルトの日本人妻の楠本滝の事である。ちなみに学名上は、ガクアジサイより先に命名されたこちらが Hydrangea macrophylla 種の基亜種という扱いである。
冬でも枯れた姿で装飾花が残るが、果実は実らない。
冬芽は対生し、頂芽は裸芽で大きく、暗紅紫色で無毛の幼葉が2枚向き合う。測芽は小さく、薄い芽鱗2 - 4枚に包まれている。葉痕V字形や心形で、維管束痕が3個つく。
材はかたくて、かつては木釘の材に使われた。
ヤマアジサイ（山紫陽花）
別種 Hydrangea serrata ver. serrata だが、亜種 Hydrangea macrophylla subsp. serrata 等とする説もある。
本州の福島県以南の太平洋側、四国、九州に分布する。山地の沢沿いなどの湿り気の多いところに生えるため、サワアジサイの別名がある。落葉低木で、高さ1 mほどになり、ガクアジサイよりも小ぶり。樹皮は灰褐色で薄く剥がれる。冬でも枯れた果序の装飾花が良く残っている。冬芽は対生し、頂芽は裸芽で大きく、測芽は小さい。冬芽は頂芽ははじめ芽鱗があるがすぐに落ち、測芽は芽鱗2枚に包まれる。葉痕は心形や三角形で維管束痕が3個つく。

## シーボルトとあじさいと牧野富太郎
鎖国時代に長崎にオランダ商館員の一員として日本に渡来し、オランダ人と偽って出島に滞在し医療と博物学的研究に従事したドイツ人医師にして博物学者シーボルトは、オランダに帰還してから植物学者のツッカリニと共著で『日本植物誌』を著した際にアジサイ属 14 種を新種記載している。その中で花序全体が装飾花になる園芸品種のアジサイを Hydrangea otaksa Siebold et Zuccarini と命名している。しかしこれはすでにカール・ツンベルクによって記載されていた H. macrophylla (Thunberg) Seringe var. macrophylla のシノニム（同一種）とみなされ、植物学上有効名ではない。にもかかわらず、牧野富太郎が自著の各種植物図鑑において Hydrangea macrophylla Seringe var. otaksa Makino の学名を用い種の記載者が Seringe で変種の記載者が牧野自身であるとする事実と異なる処置を行っていることから、一部の植物学書であたかも H. otaksa が植物学的な有効名であるかのような誤解が広まってしまっている。
牧野は上記の植物学的に不可解な処置と矛盾する言動をまた、著書の中で行っている。シーボルトは自著の中で otaksa をアジサイが日本で「オタクサ」と呼ばれていると命名の由来を説明しているが、牧野は日本国内でこの呼称が確認できなかったことからシーボルトの愛妾の楠本滝（お滝さん）の名を潜ませたと推測し、美しい花に花柳界の女性の名をつけたとして強く非難している。そして自らも新種の笹に自らの妻の名から「スエコザサ」と名付けた。
牧野のこの推測によって「オタクサ」の名はシーボルトとお滝さんのロマンスをイメージさせて文人作家の創作意欲を刺激し、詩歌にこの名を詠み込むことなどが盛んに行われている。

## 鑑賞
低木で、5月から7月頃、青、紫、ピンクなどの花（装飾花）を密につけ、手毬状をなす。初夏あるいは梅雨時期の風物詩として広く親しまれ、鑑賞用に庭園や公園に植栽されてきた。また、咲き始めの頃は白っぽく、次第に色が変ってくることから「七変化」とも呼ばれる。園芸種も多い。
アジサイを剪定する時期は、鑑賞が終わった花後すぐである。こうすることで株の根元近くに花芽が形成されて、翌年も花を見ることができるようになる。

### 観光資源として

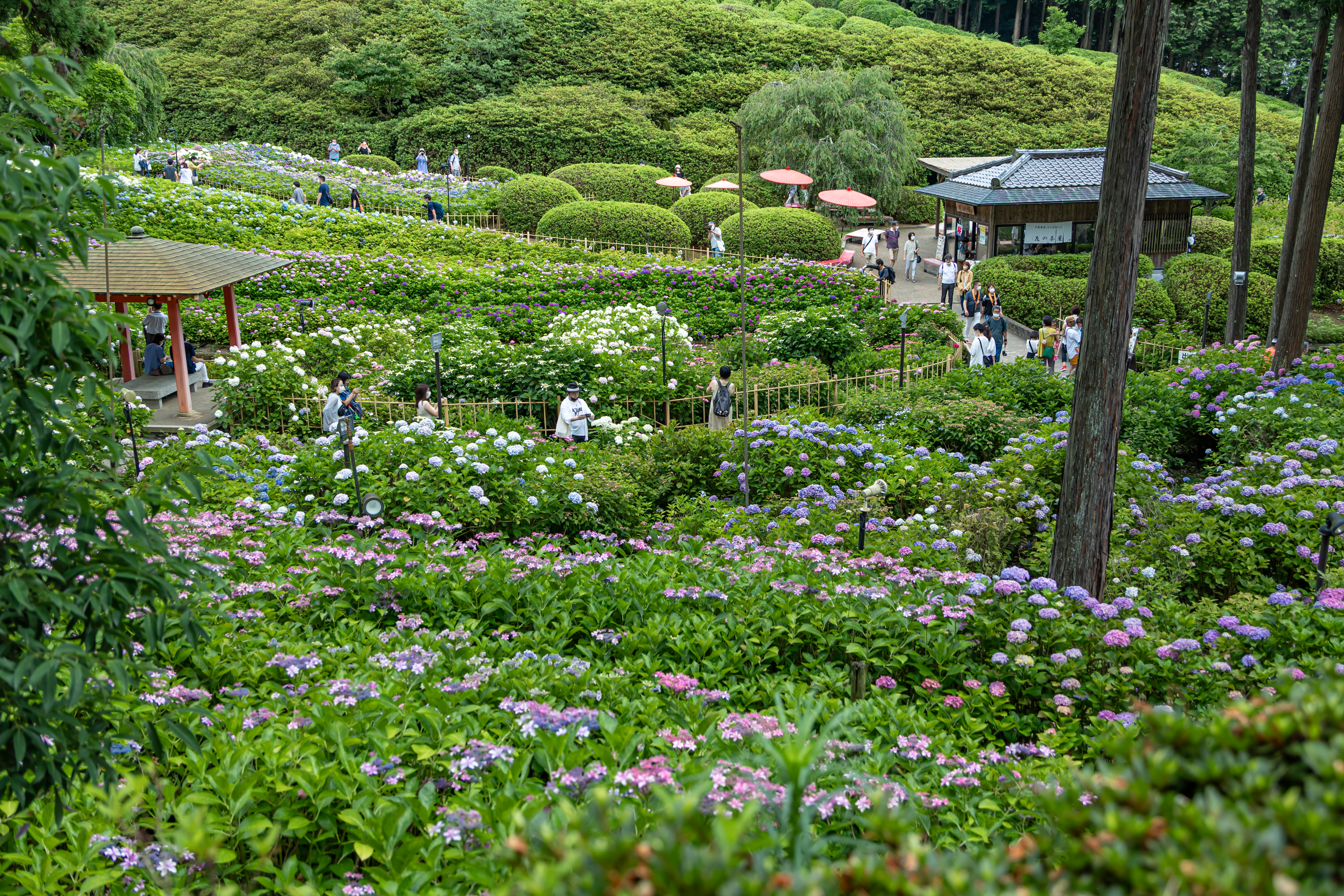
京都・三室戸寺あじさい園

日本全国各地にアジサイを境内に多く植えたアジサイ寺と呼ばれるような観光名所がある。公共の施設では静岡県下田市の下田公園に約15万株、大阪府民の森ぬかた園地、神戸市立森林植物園、舞鶴自然文化園に約5万株のアジサイが植えられている。三重県津市にある「伊勢温泉ゴルフクラブ内の福祉と環境を融合したあじさい園」には 2万5000平方メートルに 56 種類・7万5000株のあじさい園が2008年6月より新設された。また神戸市の裏六甲ドライブウェイおよび奥摩耶ドライブウェイ沿いには延々とアジサイが植栽されている。神奈川県の小田急箱根鉄道線（箱根登山電車）では開花時期に合わせ夜間ライトアップされたアジサイを楽しめる特別列車が運行されている。岩手県一関市にある「みちのくあじさい園」は、15万平方メートルの杉山に300種・3万株のアジサイと、元日本アジサイ協会会長の山本武臣が生前に収集・栽培した品が「山本コレクションコーナー」として保存されている。
海外でもアジサイに似たアザレアが町を挙げて栽培されている所もあり、北米では米国アラバマ州モービルやジョージア州バルドスタなどが「あじさいの町」（Azalea City）として知られ、またノースカロライナ州ウィルミントンでは「ノースカロライナあじさい祭り」が毎年開催される。

## 薬用
漢方では用いられないが、民間薬として葉、花が利用される。初夏に花や葉を採って天日乾燥して生薬にする。解熱に、乾燥させた花または葉10グラムを煎じて服用する用法が知られ、特に瘧（おこり、一定時間おいて起こる熱病）に効果があるといわれている。

## 毒性
アジサイの保有する毒性に関しては、アジサイ属を参照

## アジサイに関わる文化

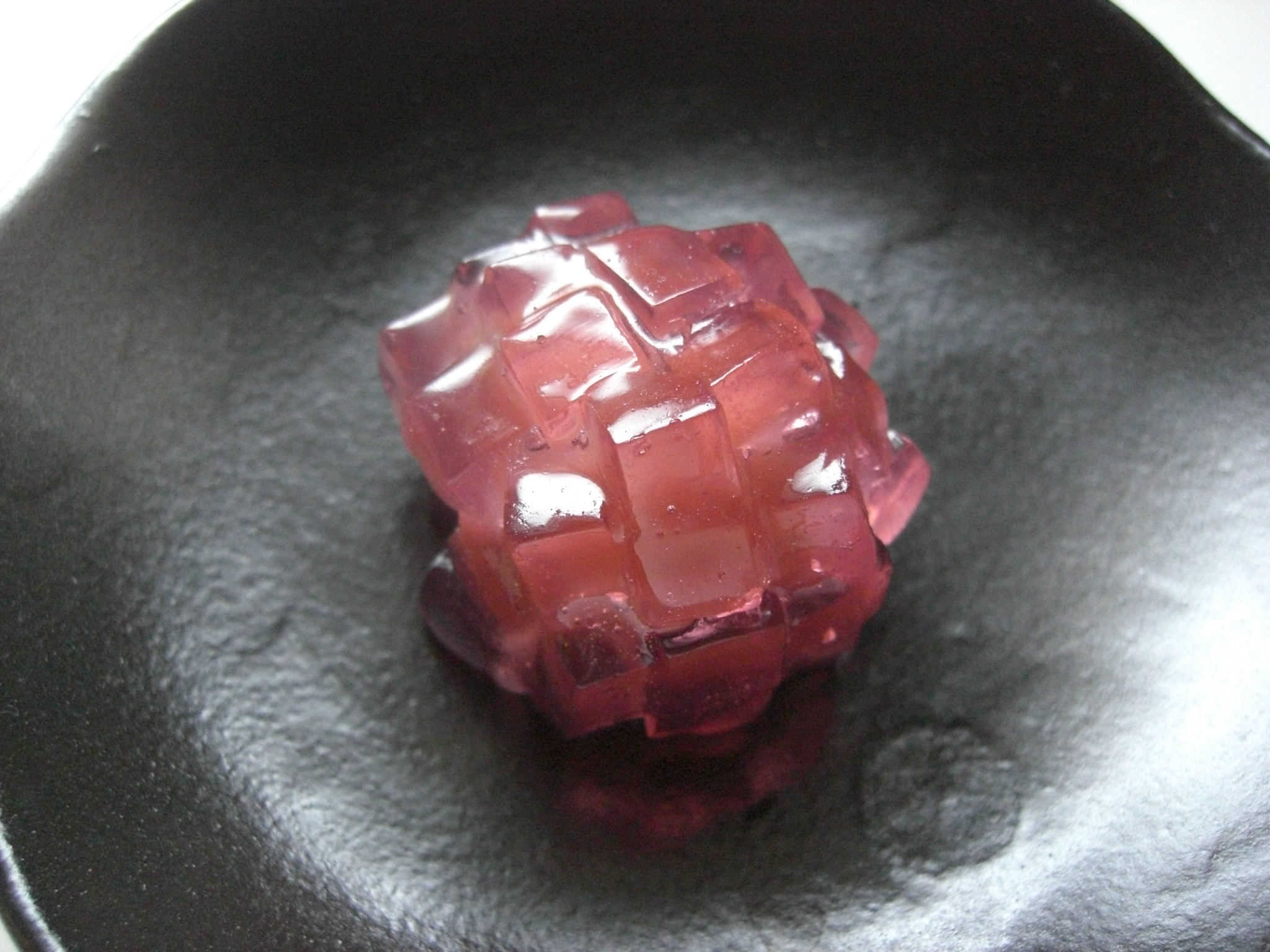
紫陽花を模した生菓子

アジサイの花言葉は、「移り気」「高慢」「団らん」「家族」「浮気」「無常」とされている。

### 日本文学
古来より多くの詩歌に歌われ、俳句は夏の季語である。さまざまに色が変化する装飾花は、梅雨時の風物詩となっている。

#### 和歌
万葉集には二首のみ。
- 言問はぬ木すら味狭藍諸弟（もろと）らが練の村戸（むらと）にあざむかえけり（大伴家持 巻4 773）
- 紫陽花の八重咲く如やつ代にをいませわが背子見つつ思はむ（しのはむ）（橘諸兄 巻20 4448）

平安後期になるとしばしば詠まれるようになった。
- あぢさゐの花のよひらにもる月を影もさながら折る身ともがな（源俊頼『散木奇歌集』）
- 夏もなほ心はつきぬあぢさゐのよひらの露に月もすみけり（藤原俊成『千五百番歌合』）
- あぢさゐの下葉にすだく蛍をば四ひらの数の添ふかとぞ見る（藤原定家）

現代では多くの作品が詠まれており、例をあげることは必ずしも容易ではない。

#### 俳句
俳句では、あじさい（紫陽花）は夏の季語。

#### 小説
- 「紫陽花」 - 泉鏡花 作、明治29年（1896年）
- 「あじさい」- 永井荷風 作、昭和6年（1931年）

### 日本画
- 「あじさいに燕」- 葛飾北斎 画

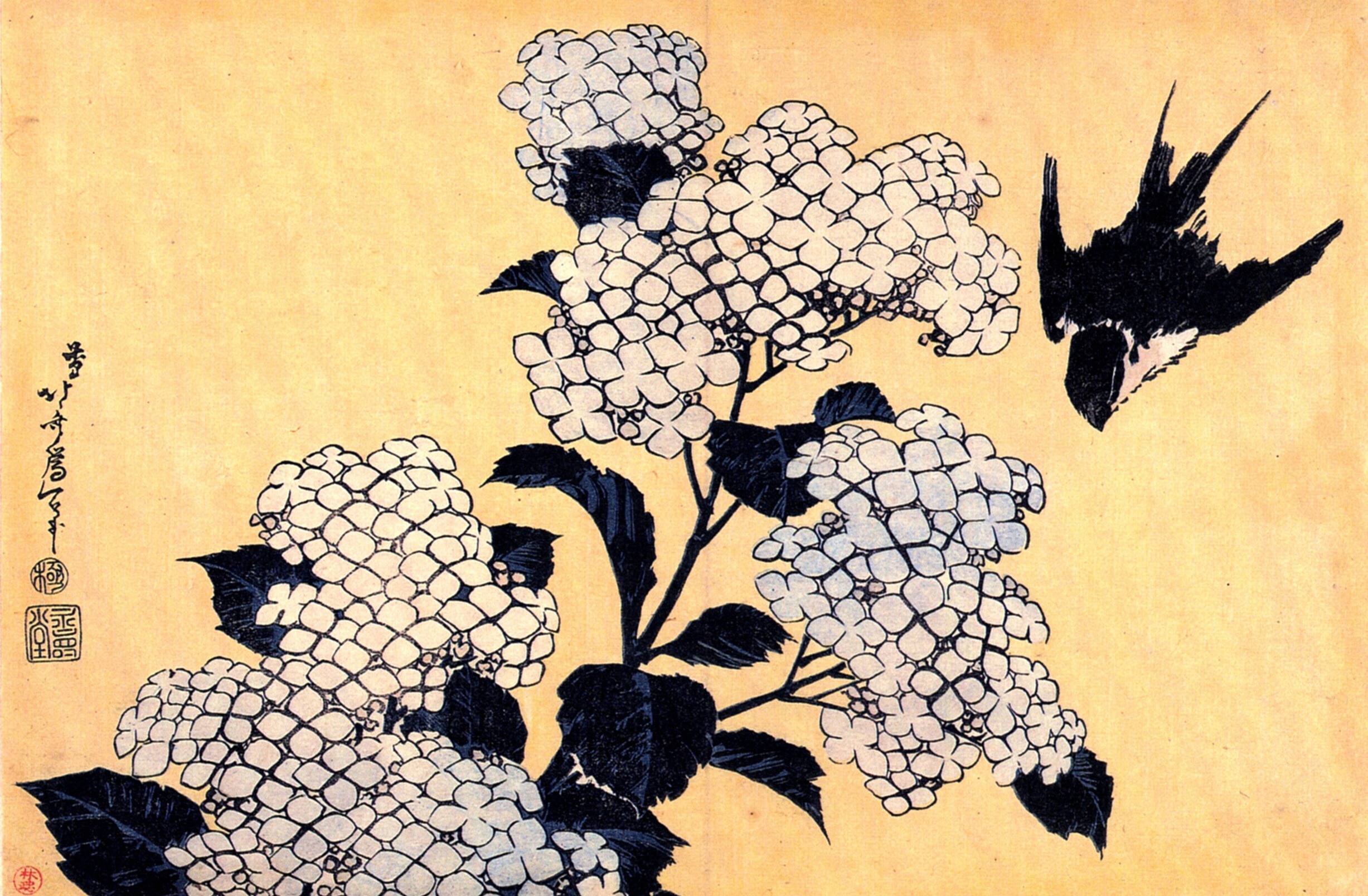
あじさいに燕

- 「あじさい」- 高村智恵子 画、またこれを原画とした巨大タイル壁画が神戸文化ホールにある。
- 「紫陽花」-  菱田春草　画

### 日本の歌謡曲
- 「あじさいの歌」 - 石原裕次郎 歌、1960年
  - この歌および生前アジサイが好きだったことにより7月17日の石原裕次郎忌を「あじさい忌」という。
- 「紫陽花の詩」- グレープ 歌、1974年、アルバム『わすれもの』に収録。
- 「紫陽花」- アリス 歌、1975年。1980年には横山みゆきがカバーしている。
- 「あじさい橋」- 城之内早苗 歌、1986年
- 「あじさいのうた」- 原由子 歌、1987年、アルバム『Loving You』収録。
- 「紫陽花の坂道」 - 熊谷幸子 歌、1994年
- 「あじさい通り」- スピッツ 歌、1995年、アルバム『ハチミツ』収録。
- 「あじさい」- サニーデイ・サービス 歌、1996年、アルバム『東京』収録。
- 「アジサイ」- LINDBERG 歌、1996年、アルバム『every little thing every precious thing』収録。
- 「紫陽花のうた」- 浜田省吾 歌、1996年、アルバム『青空の扉 〜THE DOOR FOR THE BLUE SKY〜』収録。
- 「あじさい」- RAZZ MA TAZZ 歌、1997年
- 「あじさい」- 山崎まさよし 歌、1997年、アルバム『ステレオ2』収録。
- 「紫陽花」- 五木ひろし 歌、1997年
- 「紫陽花」- TUBE 歌、2000年、アルバム『虹になりたい』に収録。
- 「紫陽花の咲く庭で」- 2001年、川澄綾子 歌
- 「紫陽花」- シド 歌、2004年、アルバム『憐哀 -レンアイ-』に収録
- 「紫陽花」- 椿屋四重奏 歌、2005年、シングル『紫陽花/螺旋階段』に収録。
- 「Hydrangea」- INORAN 歌、2008年
- 「紫陽花」- Ms.OOJA 歌、2013年
- 「夏のハイドレンジア」- Sexy Zone 歌、2021年
- 「紫陽花」- PEOPLE 1 歌、2022年

### 日本発行の切手
- 1966年（昭和41年）7月1日発売　25円普通切手
- 1972年（昭和47年）1月21日発売　25円普通切手　刷色変更
- 1992年（平成4年）4月20日発売　62円　切手趣味週間『榻上の花』山口蓬春
- 1996年（平成8年）4月19日発売　80円　切手趣味週間『窓』安田靫彦
- 2001年（平成13年）6月1日発売　50円　東京の四季の花・木
- 2003年（平成15年）4月1日発売　50円　日本郵政公社設立記念　『四季花鳥図巻』のガクアジサイの部分図
- 2004年（平成16年）6月1日発売　50円　ふるさと切手　神奈川県の花
- 2005年（平成17年）4月1日発売　50円　ふるさと切手　北陸の花
- 2006年（平成18年）6月1日発売　80円　ふるさと切手　九州の花と風景II　アジサイと見帰りの滝・佐賀県
- 2012年（平成24年）6月7日発売　50円と80円　ふるさと切手　季節の花シリーズ第3集

### 菓子
- 新庄の花あじさい

山形県新庄市にあった「新庄の菓匠たかはし」が製造販売していた洋風クッキー。クッキー菓子であるが"あじさいせんべい"の愛称で親しまれた。薄焼きのクッキーにアーモンドスライスがちりばめられている。新庄市の花であるアジサイをモチーフしており、1985年に販売開始。2002年には全国菓子大博覧会で最高賞の名誉総裁賞を受賞している。新庄の菓匠たかはしの店主の高齢化と新型コロナウイルスによる景気失速により、2020年に新庄の菓匠たかはしが閉店となり、新庄の花あじさいの製造も停止となった。
- おたくさ

長崎県長崎市の唐草が製造販売しているあじさいの花を象ったパイ菓子。

### 海外の文化
中国ではアジサイを「繡球」と言う。チワン族にはアジサイに模した絹に刺繍を施した手毬を作り、男女が問答をしながら投げ合ってお互いの意志を確認する求婚の伝統的な習慣がある。
狛犬やシーサーの起源となる石獅子（訓みは「シシジ」「せきしし」）は瑞獣を象った石獣の1つで、一対で置かれる左側の雄獅子は足に繡球を持っている。

## 日本の市町村の花・木として
アジサイは下記の市区町村の花・木として制定されている。

### 現行市町村
- 青森県：東津軽郡外ヶ浜町
- 秋田県：北秋田市
- 山形県：新庄市、西村山郡大江町
- 茨城県：かすみがうら市、稲敷郡河内町
- 群馬県：渋川市
- 埼玉県：さいたま市西区
- 千葉県：松戸市、成田市、旭市、習志野市、勝浦市、香取郡多古町
- 東京都：港区、三宅村
- 神奈川県：横浜市瀬谷区・港南区、相模原市、秦野市、足柄上郡開成町
- 新潟県：南蒲原郡田上町
- 富山県：射水市
- 福井県：福井市
- 山梨県：南巨摩郡南部町
- 岐阜県：美濃加茂市、瑞穂市
- 静岡県：下田市、牧之原市
- 愛知県：名古屋市千種区、日進市
- 大阪府：大阪市生野区
- 兵庫県：神戸市
- 和歌山県：伊都郡かつらぎ町
- 広島県：府中市、安芸高田市
- 長崎県：長崎市
- 熊本県：宇土市

### 廃止市町村
- 青森県：東津軽郡三厩村、下北郡川内町、三戸郡名川町
- 宮城県：登米郡石越町
- 秋田県：仙北郡仙北町
- 茨城県：新治郡霞ヶ浦町、真壁郡協和町
- 栃木県：黒磯市、下都賀郡大平町、那須郡小川町
- 群馬県：勢多郡黒保根村
- 新潟県：北蒲原郡豊浦町、西蒲原郡西川町、 東頸城郡浦川原村、中頸城郡吉川町
- 石川県：石川郡鶴来町
- 福井県：坂井郡三国町、遠敷郡上中町
- 山梨県：中巨摩郡中富町
- 三重県：員弁郡北勢町、度会郡南島町
- 滋賀県：東浅井郡びわ町、伊香郡余呉町
- 京都府：相楽郡加茂町、与謝郡岩滝町
- 兵庫県：神崎郡神崎町、宍粟郡安富町、養父郡養父町
- 奈良県：宇陀郡菟田野町
- 徳島県：那賀郡相生町
- 香川県：大川郡長尾町、木田郡庵治町
- 高知県：吾川郡春野町
- 佐賀県：東松浦郡相知町
- 長崎県：北松浦郡世知原町、壱岐郡郷ノ浦町
- 熊本県：阿蘇郡長陽村、天草郡栖本町
- 宮崎県：宮崎郡佐土原町、北諸県郡山之口町
- 鹿児島県：薩摩郡祁答院町・鶴田町、曽於郡松山町

## 気象庁による観測
旧平年値は、1961年から1990年までの平均値。現平年値は、1991年から2020年までの平均値。
| 都市   | 旧平年値 | 現平年値 | 最早値   | 最晩値   |
| ------ | -------- | -------- | -------- | -------- |
| 釧路   | -        | -        | -        | -        |
| 札幌   | -        | 07月16日 | 07月05日 | 07月27日 |
| 青森   | 07月18日 | 07月14日 | 06月27日 | 07月30日 |
| 仙台   | 06月28日 | 06月30日 | 06月05日 | 06月17日 |
| 新潟   | 06月21日 | 06月23日 | 06月14日 | 07月04日 |
| 金沢   | 06月20日 | 06月15日 | 06月05日 | 06月27日 |
| 東京   | 06月04日 | 06月05日 | 05月11日 | 06月16日 |
| 名古屋 | 06月11日 | 06月11日 | 05月28日 | 06月22日 |
| 大阪   | -        | 06月07日 | 05月27日 | 06月17日 |
| 広島   | 06月14日 | 06月10日 | 06月02日 | 06月18日 |
| 高知   | 06月03日 | 06月04日 | 05月17日 | 06月18日 |
| 福岡   | 06月09日 | 06月05日 | 05月29日 | 06月15日 |
| 鹿児島 | 05月27日 | 06月01日 | 05月17日 | 06月13日 |
| 那覇   | -        | -        | -        | -        |